# 西線9条旭山公園通停留場
西線9条旭山公園通停留場（にしせんくじょうあさひやまこうえんどおりていりゅうじょう）は、北海道札幌市中央区にある札幌市交通事業振興公社（札幌市電）山鼻西線の停留場である。停留場番号はSC06。
山鼻西線の通る福住桑園通と菊水旭山公園通との交差点にある。

## 歴史
- 1931年（昭和6年）11月23日 - 南9条停留場として開業[2]。
- 1951年（昭和26年） 複線化。
- 1957年（昭和32年）7月8日 - 西線9条停留場に改称。
- 1973年（昭和48年）5月1日 - 旭山公園通停留場に改称。
- 1974年（昭和49年）5月1日 - 西線9条旭山公園通停留場に改称。地域住民からの反対などにより、従来の「西線9条」を復活させた。
- 2001年（平成13年）4月1日 - 停留場名のひらがな・ローマ字表記を「にっせん-（Nissen-）」から「にしせん-（Nishisen-）」に変更。
- 2015年（平成27年）4月1日 - 停留場番号を設定[3]。

## 停留場名について
1974年5月1日の改称により停留所名が20文字となり、以降16年間「日本一長い駅名」だったが、1990年（平成2年）に鹿島臨海鉄道大洗鹿島線の長者ヶ浜潮騒はまなす公園前駅（22文字）が開業したため、日本一の座を明け渡した。それ以降も路面電車の停留場名としては日本一長い名称だったが、2021年（令和3年）1月1日に富山地方鉄道富山軌道線呉羽線の富山トヨペット本社前（五福末広町）停留場がトヨタモビリティ富山 Gスクエア五福前（五福末広町）停留場（32文字）に改称したことでその座を明け渡した。

## 停留場構造
千鳥状に2面2線の対向式ホームを持つ。交差点を挟んで北側の南8条西14丁目に内回り（西線11条方面）、南側の南9条西14丁目に外回り（西線6条方面）の乗り場があり、安全地帯が設けられている。安全地帯にはロードヒーティングが施され、上屋が設置されている。

## 停留場周辺
- 札幌南九条郵便局
- 札幌市立幌西小学校
- 北海道ハイヤー会館
- ロッテ北海道統括支店
- 洋菓子店「シャモニー」（「西線ロール」という名称でロールケーキを販売している）
- ジェイ・アール北海道バス「旭山公園通15丁目」・「南8条西16丁目」停留所[4]
- 北都交通「南8条西14丁目」停留所（休止中[5]）[6]

## 隣の停留場
札幌市交通事業振興公社
山鼻西線
西線6条停留場 (SC05) - 西線9条旭山公園通停留場 (SC06) - 西線11条停留場 (SC07)